# Xanthorhoe aequifasciata
Xanthorhoe aequifasciata là một loài bướm đêm trong họ Geometridae.